# Juan José Ortega
Juan J. Ortega (n. Matehuala, San Luis Potosí, México; 27 de octubre de 1904 - f. Ciudad de México, México; 27 de diciembre de 1996) fue productor, director y escritor de cine en la Época de Oro del cine mexicano.

## Semblanza Biográfica
Después de cursar sus estudios elementales Juan J. Ortega García ejerció el periodismo durante 15 años. Su participación en algunos documentales que patrocinaba el gobierno de Lázaro Cárdenas del Río propició su entrada al cine con dinero propio y del Estado. Filmó en 1939 su primera película, cuyo tema tuvo que ver con el impulso  a las grandes obras de riego del régimen cardenista. Cultivó los géneros que se estilaban en los años 40 y 50, asimismo participó en varias cintas financiadas por México, Cuba, Colombia, Venezuela y Perú. Su filmografía es copiosa y hay que destacar que fomentó la coproducción. Entre sus películas importantes están: Sendas del destino (1945) con Luis Aldás, La mujer legítima (1945) con Isabela Corona, La insaciable (1947), con María Antonieta Pons, Cuando el alba llegue (1950) con Meche Barba, Lodo y armiño [1951) con Armando Calvo, Cuentan de una mujer (1958) con Marga López, En carne propia (1961) con Joaquín Cordero y Pacto de sangre (1966) con Manuel López Ochoa.
Dirigió, además a Marga López y Jorge Mistral en la cinta La mentira de 1952, de la que se hicieron versiones posteriores, a Rafael Baledón y Amalia Aguilar en Ritmos del Caribe de 1950, a Sarita Montiel y Manolo Fábregas en Piel Canela de 1953 y a Martha Roth, Christiane Martel y Carlos Navarro en Corazón salvaje de 1956, además de otros muchos actores y actrices.